# 守護天使

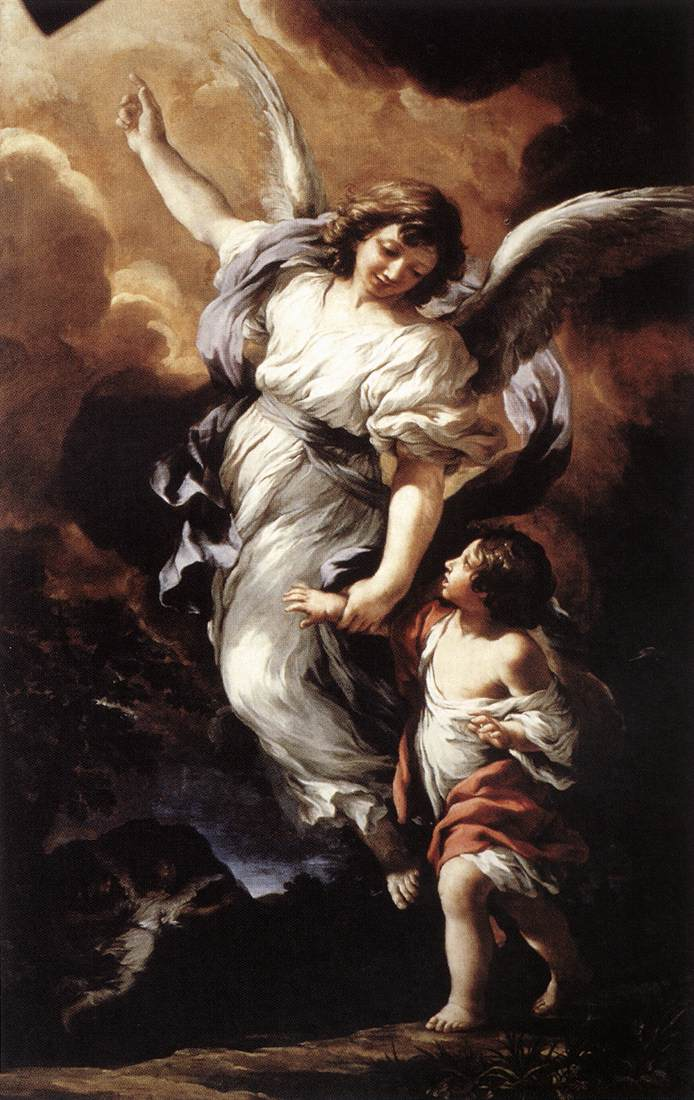
守護天使，皮得羅·達·科爾托納，1656年

守護天使是指被分配去保護和指導特定的人、團體、王國或國家的天使。對守護天使的信仰可以追溯到中世紀以前的年代。這個守護天使的概念和他們的等級制度，靠著偽丟尼修，在5世紀的基督教中得到了龐大的發展。
天使和靈體守護者的宗教理論從5世紀開始經歷了許多完善。無論是在東方還是西方，守護天使的工作都是保護上帝指定給他們的人，和代表那個人向上帝呈遞祈禱。

## 基督教中的守护天使

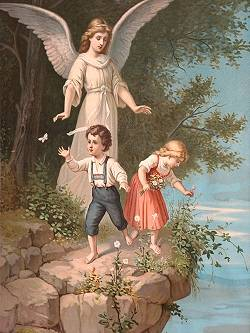
守护天使

### 各教派观点

#### 天主教
根据圣杰罗姆所说，守护天使的概念是在“教会的思想”中。他说：“灵魂的尊严多么的伟大，因为每个人从出生起就有一个天使来守护它。”

#### 普世圣公宗
圣公会的贾斯汀·丰特诺特（Justin Fontenot）指出，“守护天使的概念清楚地存在于圣约之中，并且它的发展也很明显”，他继续说道，并指出在“新约中，守护天使的概念可能会更精确地被提及。 ”。

#### 东正教
谢尔盖·布尔加科夫写道，东正教教导着：
每个人都有一位守护天使站在上帝的面前。这个守护天使不仅是一个朋友和一个保护者，他们从邪恶中保存下来并发出了良好的思想。上帝的形象在天使和人类的生物中得到了体现，以至于天使是人类的天上原型。守护天使尤其是我们的属灵亲戚。圣经证明，守护者的航行和方向，地方，人民，社会的方向被赋予了宇宙的守护天使，他们的实质为他们所监视的元素增添了某种和谐。

## 伊斯兰教中的守护天使
伊斯兰教中也有守护天使的概念，古兰经中出现的Mu'aqqibat一词被认为是指守护天使。根据许多穆斯林的说法，每个人的前后都有两个守护天使。
al-mu'aqqibat；معقبات（通常以定数复数形式出现于阿拉伯语中，意为“追随者”）是古兰经（13:11）中出现的一句术语，一些伊斯兰评论家认为这是指守护天使。因此，这些天使也被称为al hafathah（الحفظة），意为守护天使。它们可以保护人类免受邪恶的镇尼（jinn；جن）和晒衣陀乃（shayateen；شياطين）的伤害。
在伊斯兰传统教义中，守护天使维持着每个生命，睡眠，死亡或复活。mu'aqqibat的阿拉伯语单数是mu'aqqib，意为“跟随者”。这些天使包含在hafazhah（意为“守卫”）中，伊斯兰教中的守护天使的概念与此概念类似一些犹太和基督教传统中的守护天使。每个人都被分配了四个哈法扎（Hafaza）天使，其中两个守护白天，另外两个守护夜晚。